# 土呂町
土呂町（とろちょう）は、埼玉県さいたま市北区の町丁。現行行政地名は土呂町一丁目・土呂町二丁目および土呂町。住居表示未実施地区。郵便番号は331-0804。本項では、土呂町の前身で現在も残存する大字土呂（とろ）と、その前身である土呂村（とろむら）についても述べる。 

## 地理
埼玉県さいたま市北区南部の主に大宮台地上に位置する。地区の東部で見沼に、南部で寿能町や盆栽町に、西部で植竹町に、北部で本郷町に隣接する。町内は市街化区域に指定され、東日本旅客鉄道（JR東日本）宇都宮線の土呂駅を中心として住宅地が広がっている。見沼の北部にあたる芝川沿いの沖積平野の地区は、土呂町から分離して見沼一丁目 - 三丁目となっている。

### 地価
住宅地の地価は、2015年（平成27年）1月1日の公示地価によれば、土呂町一丁目39番10の地点で231,000円/m2となっている。

## 歴史
もとは江戸期より存在した武蔵国足立郡大宮領に属する土呂村であった。村内は上土呂および下土呂と私的に区分けされていた。村高は正保年間の『武蔵田園簿』では198石余（田19石余、畑179町余）、『元禄郷帳』では195石余、『天保郷帳』では新田開発により高入れされ902石余であった。助郷は中山道大宮宿に出役していた。化政期の戸数は64軒で、村の規模は東西5町、南北20町余であった。
- 1590年（天正18年）より旗本初鹿野氏（初鹿野昌久、後に改名して初鹿野信昌）による知行および幕府領[8]。砂陣屋を構える。
- 1624年（寛永2年）より旗本初鹿野氏知行分の一部を弟に分給[8]。
- 1661年（寛文元年）より旗本初鹿野2氏および旗本伏見氏による相給となる[8]。なお、検地は1665年（寛文5年）[9]、1689年（元禄2年）に実施。
- 1727年（享保12年）より見沼が干拓され[10]、村内に見沼代用水およびその分水路である砂分水が翌年開削される。
- 1731年（享保16年）より見沼通船が開始、村内に上土呂・下土呂河岸が設置される[11][8]。
- 享保年間以降に見沼干拓により開発された新田の区域は幕府領[8]。検地は1731年（享保16年）に実施[9]。
- 延享年間に植竹原新田を開発[8]、検地は1745年（延享2年）に実施。
- 宝暦年間に寿能原新田を開発[8]、検地は1761年（宝暦11年）[9]、1768年（明和5年）に実施。
- 1828年（文政11年）より大宮宿寄場55か村組合に所属[8]。
- 幕末の時点では足立郡に属し、明治初年の『旧高旧領取調帳』の記載によると、初鹿野伝右衛門、初鹿野啓之助および伏見猪之助の知行[12]。
- 1868年（慶応4年）6月19日 - 幕府領が武蔵知県事・山田政則（忍藩士）の管轄となる。
- 1869年（明治2年） 
  - 1月13日 - 武蔵知県事・宮原忠英の管轄区域に大宮県を設置、同県の管轄となる。県庁は東京府馬喰町に置かれる。
  - 9月29日 - 県庁が浦和に置かれ浦和県に改称。
  - 12月2日 - 旗本領が上知され、浦和県の管轄となる（府藩県三治制も参照）。
- 1871年（明治4年）11月13日 - 第1次府県統合により埼玉県の管轄となる。
- 1872年（明治5年） - 土呂村の菩提寺である浄職院が廃寺となる[8]。大規模な本堂のほか庫裏や堀も持つ風格のある寺院で、享保年間より寺子屋を開いていた。
- 1879年（明治12年）3月17日 - 郡区町村編制法により成立した北足立郡に属す。郡役所は浦和宿に設置。
- 1885年（明治18年）7月16日 - 地内に日本鉄道第二区線（後の国鉄東北本線、現在のJR東日本宇都宮線）が敷設され開業する。地内に駅は開設されなかった。
- 1889年（明治22年）4月1日 - 町村制施行に伴い、大和田村・砂村・土呂村・西本郷村・今羽村・堀崎村・島村が合併し、大砂土村が発足[8]。土呂村は大砂土村の大字土呂となる[8]。
- 1940年（昭和15年）11月3日 - 北足立郡大宮町・三橋村・日進村・宮原村・大砂土村が合併し、大宮市が発足[13]。大宮市の大字となる。
- 1947年（昭和22年）9月1日 - 現在の土呂町一丁目80番地2にあたる場所に大砂土公民館（本郷町284番地に移転され、現存しない）が開設される[14]。
- 1950年（昭和25年）12月18日 - 東北本線の踏切で東武バスが上野行列車の側面に衝突。乗員乗客13人が死亡、重軽傷4人[15]。
- 1953年（昭和28年）4月1日 - 地内に大宮市立植竹中学校（現・さいたま市立植竹中学校）が開校する[16]。
- 1955年（昭和30年）10月5日 - 町名地番変更により、大字大宮・大字高鼻・大字土呂の各一部から堀の内町二丁目が成立[8][17]。
- 1956年（昭和31年）2月1日 - 町名地番変更により、大字大宮・大字高鼻・大字土呂の一部から寿能町一丁目・二丁目が成立[8][18]。
- 1957年（昭和32年）11月1日 - 町名地番変更により、大字大宮・大字土呂の各一部から植竹町二丁目が成立[19]。また、大字大宮・大字土手宿・大字土呂・大字西本郷の各一部から盆栽町が成立[8][20]。
- 1958年（昭和33年）2月11日 - 町名地番変更により、大字土呂および大字西本郷の各一部から土呂町が成立[8][21]。
- 1960年（昭和35年）
  - 7月11日 - 町名地番変更により、大字土呂および大字大和田の各一部から大和田町一丁目・二丁目が成立[8][19]。
  - 12月19日 - 土呂町の一部を事業区域に含む土呂土地区画整理事業の都市計画決定が告示される[22]。
- 1962年（昭和37年）3月17日 - 土呂土地区画整理事業の事業計画決定が告示される[22]。
- 1968年（昭和43年） - 地内の東北本線に架かる埼玉県道35号川口上尾線の跨線橋「神明跨線橋」が架設される[23]。
- 1971年（昭和46年）
  - 5月8日 - 土呂土地区画整理事業の換地処分が前日に行われた[22]ことに伴い、町名地番変更が行われ、土呂町の一部から土呂町一丁目・二丁目が成立[21]。
  - 10月20日 - 国鉄の新駅開設に備えて地内に駅前広場が造られる[24]。
  - 月日不明 - 地内の東北本線に架かる市道10528号線の跨線橋「第一菖蒲跨線道路橋」が架設される[23]。
- 1977年（昭和52年）12月28日 - 町名地番変更により、寿能町二丁目、土呂町、砂町一丁目・本郷町、大和田町一丁目・二丁目の一部から見沼一丁目 - 三丁目が成立[8][20]。
- 1983年（昭和58年）
  - 8月10日 - 建設中の土呂駅周辺が自転車放置整理区域に指定される[24][25]。
  - 10月1日 - 町域を通る東北本線に土呂駅が開業[24]。駅東口のブロンズ像「やすらぎ」の除幕式が挙行される[24]。
- 1985年（昭和60年）8月1日 - 土呂駅東口自転車駐車場が利用開始[24]。
- 1991年（平成3年）
  - 3月28日 - 土呂町および土呂町二丁目の各一部を事業区域に含む[26]土呂農住土地区画整理事業の都市計画決定が告示される[22]。
  - 4月20日 - 土呂駅西口自転車駐車場が利用開始[24]。
- 1992年（平成4年）8月28日 - 土呂農住土地区画整理事業の事業計画決定が告示される[22]。
- 1998年（平成10年）
  - 1月13日 - 土呂町の一部を事業区域に含む北部拠点宮原土地区画整理事業の都市計画決定が告示される[22]。
  - 5月18日 - 北部拠点宮原土地区画整理事業の事業計画決定が告示される[22]。
- 2001年（平成13年）5月1日 - 浦和市・大宮市・与野市が合併し、さいたま市が発足。土呂町一丁目・二丁目および土呂町は同市の町名となり、大字土呂は同市の大字となる。
- 2003年（平成15年）4月1日 - さいたま市が政令指定都市に移行。土呂町一丁目・二丁目および土呂町は同市北区の町名となり、大字土呂は同市北区の大字となる。
- 2006年（平成18年）9月16日 - 北部拠点宮原土地区画整理事業の換地処分が前日に行われた[22]ことに伴い、町名地番変更が行われ[27]、土呂町の一部が消滅する[28]。
- 2010年（平成22年）3月28日 - 地内にさいたま市大宮盆栽美術館が開館する。
- 2015年（平成27年）7月1日 - 地内に東大宮総合病院が移転、彩の国東大宮メディカルセンターとして開設される[29]。

### 地名の由来
土呂（とろ）は「瀞」と同義であり、水を湛える見沼溜井の様子から生じたものと云われる。

### 土呂村および大字土呂に存在していた小字
寿能・在家・洲崎・黒塚・神明・稲荷・見沼・見沼南

## 世帯数と人口
2017年（平成29年）9月1日時点の世帯数と人口は、以下のとおりである。
| 町丁         | 世帯数    | 人口     |
| ------------ | --------- | -------- |
| 土呂町一丁目 | 2,723世帯 | 5,760人  |
| 土呂町二丁目 | 2,645世帯 | 5,307人  |
| 土呂町       | 285世帯   | 482人    |
| 計           | 5,653世帯 | 11,549人 |

## 小・中学校の学区
市立小・中学校に通う場合、学区（校区）は以下のとおりとなる。
| 丁目         | 区域                   | 小学校                   | 中学校                 |
| ------------ | ---------------------- | ------------------------ | ---------------------- |
| 土呂町一丁目 | 62 - 85番地            | さいたま市立大砂土小学校 | さいたま市立土呂中学校 |
| 土呂町一丁目 | その他                 | さいたま市立大砂土小学校 | さいたま市立植竹中学校 |
| 土呂町二丁目 | 1 - 10番地 16 - 51番地 | さいたま市立植竹小学校   | さいたま市立土呂中学校 |
| 土呂町二丁目 | その他                 | さいたま市立大砂土小学校 | さいたま市立土呂中学校 |
| 土呂町       | 1429 - 1547番地        | さいたま市立植竹小学校   | さいたま市立土呂中学校 |
| 土呂町       | 421 - 1428番地         | さいたま市立植竹小学校   | さいたま市立植竹中学校 |
| 土呂町       | その他                 | さいたま市立大砂土小学校 | さいたま市立植竹中学校 |

## 交通

### 鉄道
- 土呂町一丁目の東縁を東日本旅客鉄道（JR東日本）宇都宮線[注釈 1]が通り、土呂駅がある[33]。同線には大宮総合車両センター東大宮センターに至る東北回送線も並行して敷設されている。最寄り駅は地点によって異なり、土呂駅のほか、東武野田線（東武アーバンパークライン）の大宮公園駅を最寄りとする地点もある。

### バス・乗合タクシー
- 東武バスウエスト
  - 大宮営業事務所
    - 大47：大宮駅東口 - 堀の内 - 寿能住宅 - 苗木 - 第二住宅入口 - 工業団地四ツ角 - 吉野町車庫
- さいたま市コミュニティバス
  - 北区コミュニティバス - 東武バスウエスト大宮営業事務所に運行委託
    - 宮原駅東口 - 土呂駅西口 - 北区役所 - 植竹公民館入口 - 大宮中央総合病院 - 鉄道博物館南 - 日進駅南 - 日進駅西 - 宮原駅西口
- さいたま市乗合タクシー
  - 見沼区大砂土東地区乗合タクシー「みぬま号」 - 見沼交通が運行
    - 土呂駅 - 彩の国東大宮メディカルセンター - 市民の森 - 東大宮五丁目 - 東大宮駅

  - 見沼区片柳西地区乗合タクシー「カワセミ号」 - 見沼交通が運行
    - 日大前→大和田駅南→見沼区役所→彩の国東大宮メディカルセンター→土呂駅→彩の国東大宮メディカルセンター→大和田駅南→大宮体育館→日大前

### 道路
- 埼玉県道35号川口上尾線（産業道路） - 宇都宮線・東北回送線に神明橋が架かる[33]。
- 土呂駅西通り
- 市民の森通り
- 神明橋通り
- 指扇宮ヶ谷塔線

## 地域

### 公園・緑地
- 土呂公園
- 見沼公園
- 見晴公園
- 土呂西公園
- 土呂町二丁目公園
- 神明北公園
- 神明西公園
- 大宮弁天公園
- 弁天西公園
- 富士見公園

### 施設
土呂駅が所在し、駅前や産業道路周辺を中心に多くの商業施設が立地する。
- さいたま市立植竹中学校
- さいたま市大宮盆栽美術館
- 彩の国東大宮メディカルセンター
- 土呂町自治会館
- 市立大砂土保育園
- 大宮たんぽぽ保育園
- ゆうりん保育園
- 浅間神社
- 宗像神社
- 神明社
- 土呂阿弥陀堂 - 浄職院跡

※ 土呂西口郵便局は植竹町二丁目に所在する。